# Костел Святого Яна Непомуцького (Мюнхен)
Костел Святого Яна Непомуцького в Мюнхені, або Азамкірхе (нім. Asamkirche) — культова споруда, римсько-католицький храм у Мюнхені (Баварія, Німеччина), який нині розташовується за адресою вул. Зендлінгерштрассе, 32. Споруджений у 1733—1746 роках коштом братів Косми Дам'яна та Еґіда Квіріна Азамів як їхня приватна родова кірха (костел). Храм вважають одним з найдосконаліших прикладів пізнього німецького бароко.
Плануючи будівництво, брати Азами купили та перебудували чотири будинки. Двоє з них розібрали, і на їхньому місці й спорудили храм. 
Поряд розташований будинок Азамів (нім. Asamhaus; № 34) — ще одна пам'ятка.

Костел Святого Яна Непомуцького у Мюнхені
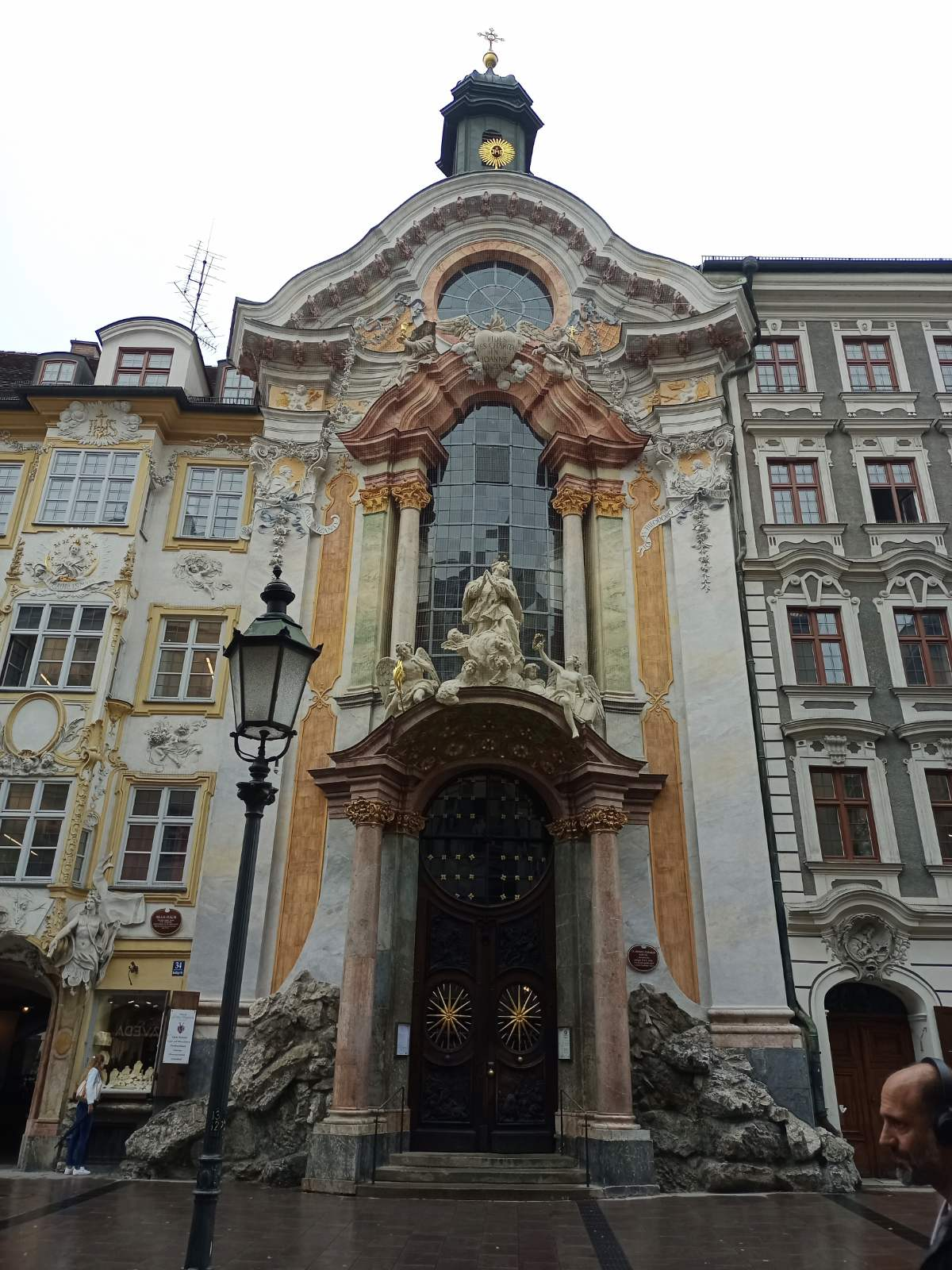
Костел Святого Яна Непомуцького у Мюнхені (Азамкірхе)
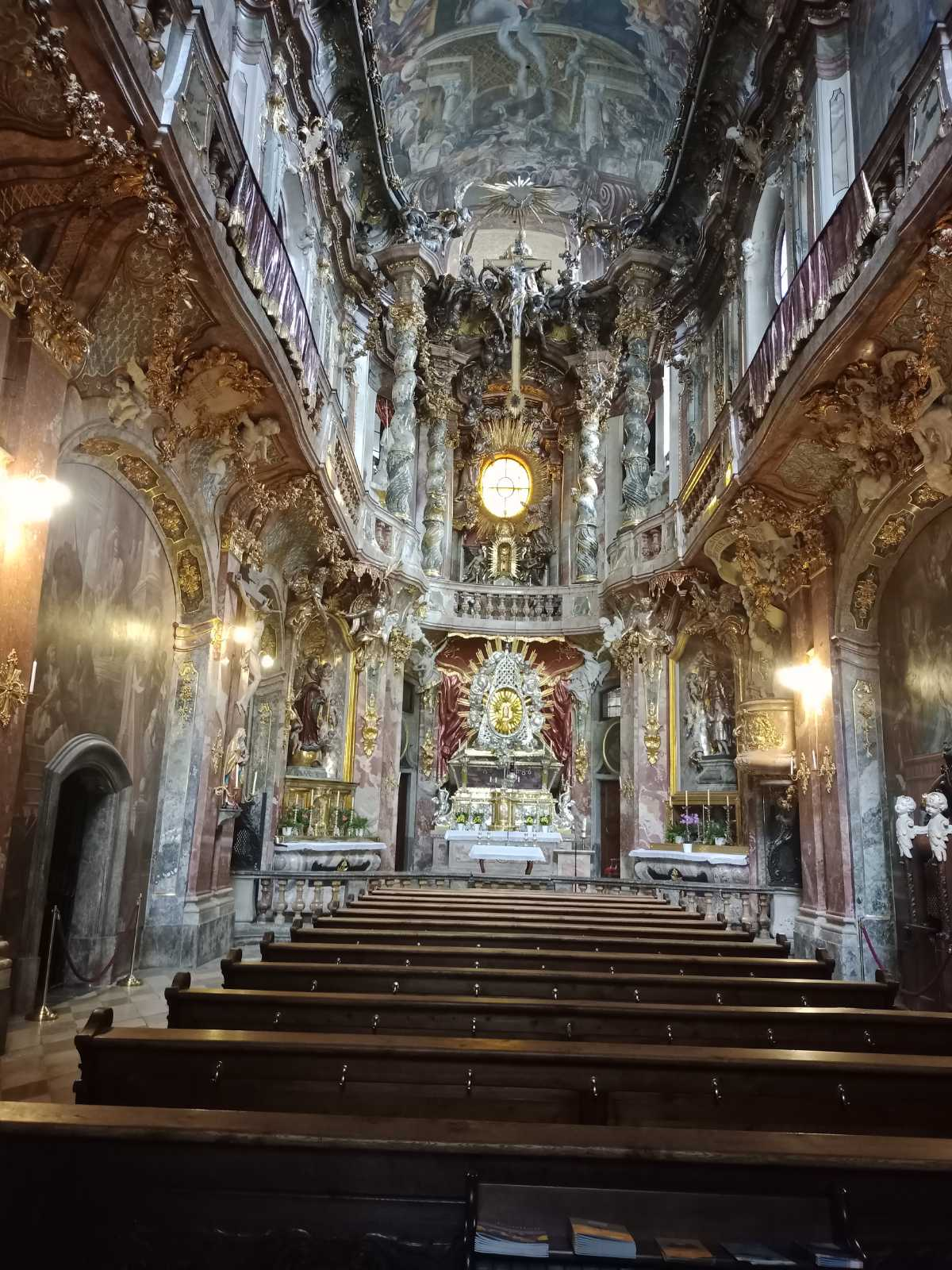
Бароковий інтер'єр Костела Святого Яна Непомуцького у Мюнхені (Азамкірхе)
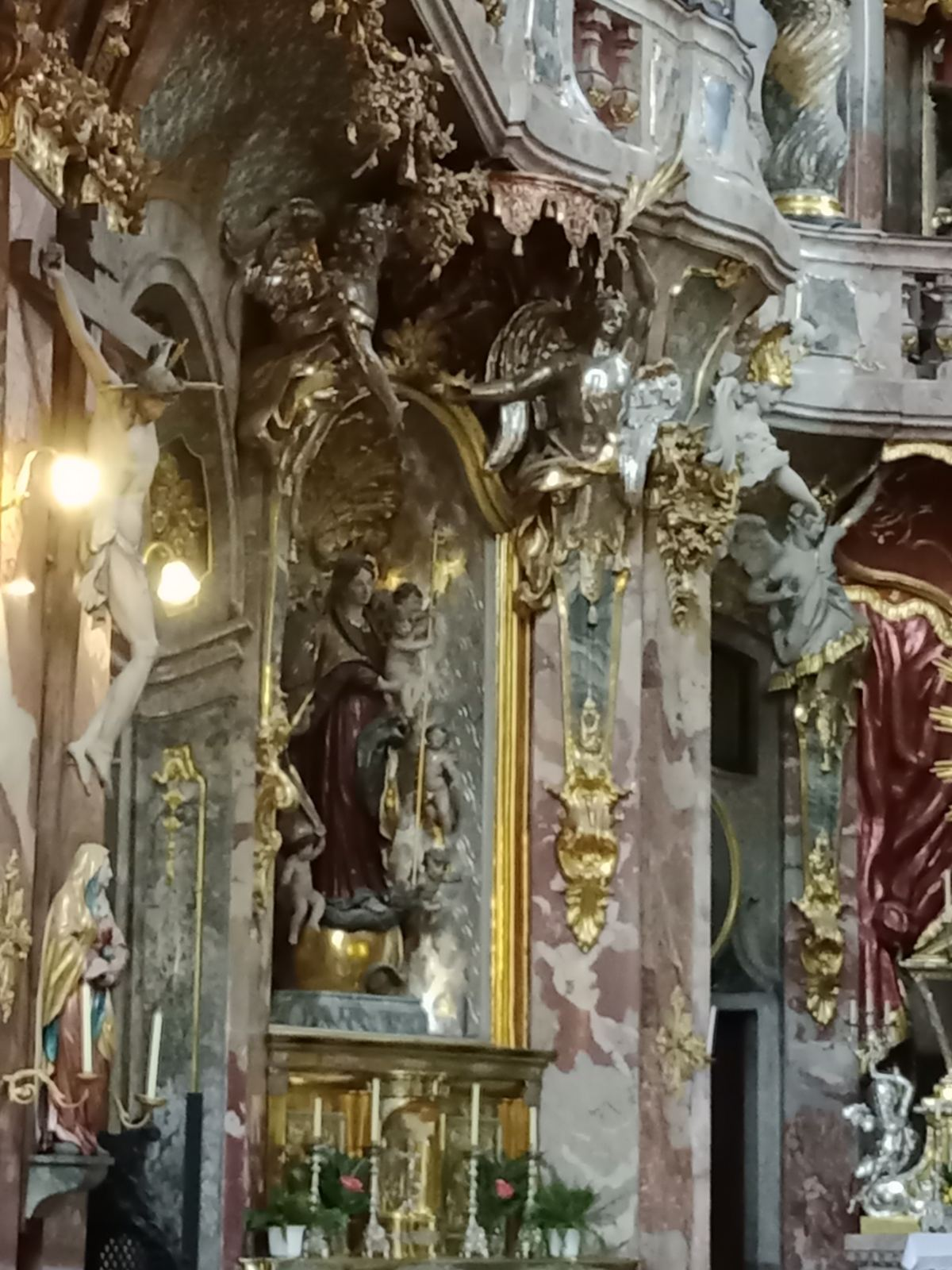
Бароковий інтер'єр Костела Святого Яна Непомуцького у Мюнхені (Азамкірхе)
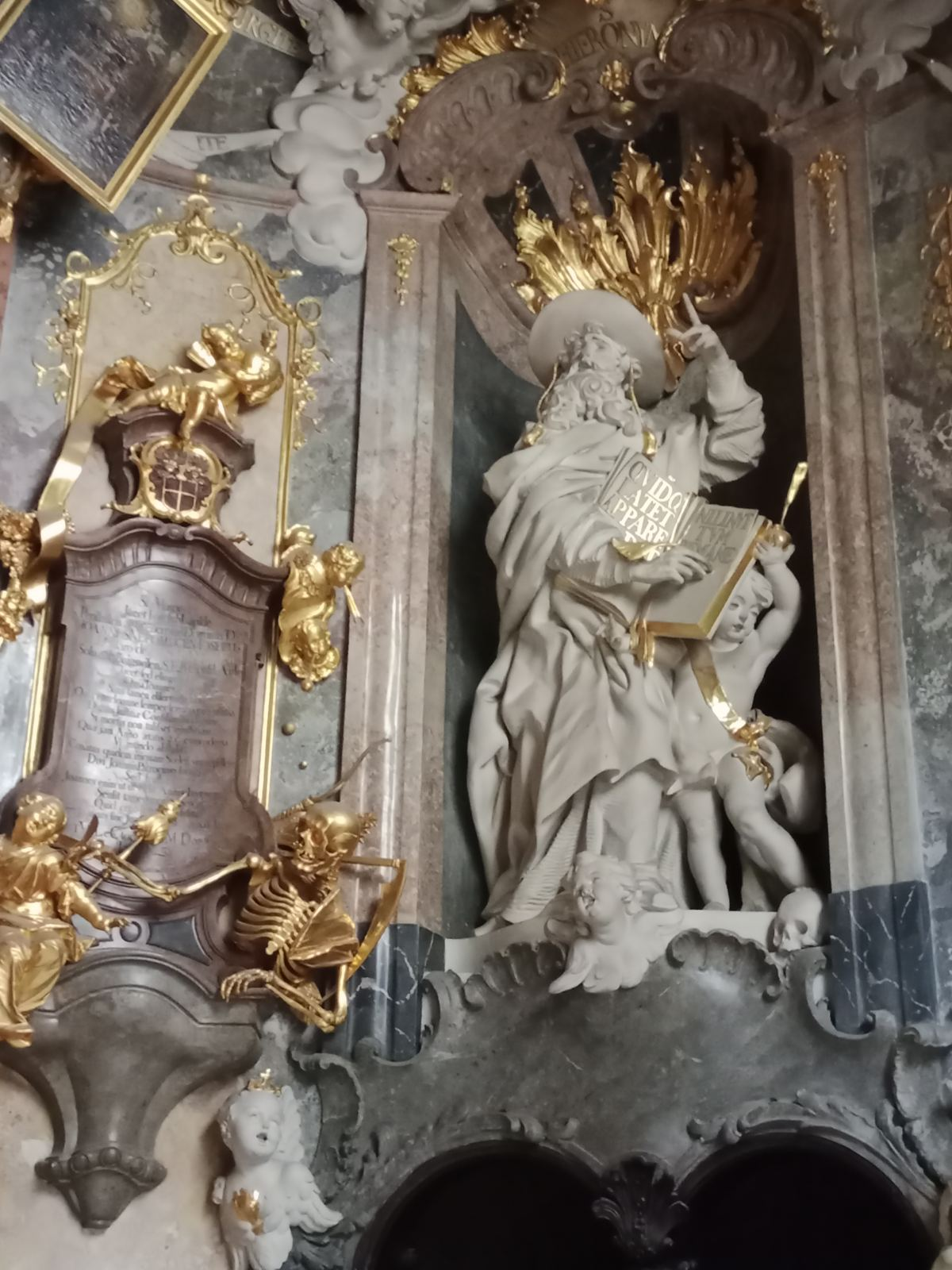
Бароковий інтер'єр Костела Святого Яна Непомуцького у Мюнхені (Азамкірхе)